# 전일고등학교
전일고등학교(全一高等學校)는 대한민국 전북특별자치도 전주시 완산구 효자동2가에 있는 사립 고등학교이다.

## 학교 연혁
- 1981년 1월 31일 : 덕진고등학교 인가(30학급)
- 1981년 3월 9일 : 제1학년 10학급 편성 개교
- 1989년 12월 12일 : 학교법인 천만학원으로 법인 변경
- 1989년 12월 12일 : 문종희 이사장 취임
- 1990년 3월 1일 : 전일고등학교 교명 변경
- 1993년 3월 1일 : 정화창 이사장 취임
- 2024년 2월 7일 : 제41회 졸업식 (졸업생 229명, 계 15,983명)
- 2024년 3월 1일 : 제14대 이준호 교장 취임

## 참고 자료
- 전일고등학교 - 한국교육학술정보원 학교알리미